# Ерванд і Ерваз
Ерванд і Ерваз (вірм. Երվանդ եւ Երվազ), Еруанд і Еруаз — у вірменській міфології брати-близнюки, народжені від зв'язку з биком жінки з царського роду Аршакуні, що вирізнялася величезним зростом, крупними рисами обличчя, надмірної чуттєвістю. Ерванд і Ерваз наділені функціями культурних героїв. Ерванд, ставши царем Вірменії, будує міста, храми тощо. Головним жерцем нового храму в Багарані він призначає Ерваза. Від погляду Ерванда, наділеного магічною силою (поганим оком), лопався навіть граніт. В епосі «Віпасанк» Ерванд — то злий Вішап, то добрий цар (Артавазд). Згідно з іншим варіантом, Ерванда, як злого Вішапа, каджі топлять в каламутній воді річки.